# 니콘 D300
니콘 D300(Nikon D300)은 니콘의 아마추어급 디지털 SLR로, 니콘 D200의 후속 모델이다. 1230만 유효 화소를 가지는 니콘 DX 포맷(23.6 × 15.8 mm) CMOS 이미지 센서를 사용한다. 51개의 자동 초점 포인트를 가지고 있다.

## D300
니콘 D300(Nikon D300)는 2007년 8월 발매된 니콘의 아마추어급 디지털 SLR로, 니콘 D200의 후속 모델이다.
이전 니콘의 중급 기종에 비해 많은 변화가 있어 기존의 중급기를 넘어서는 성능을 보임으로써 크롭바디의 플래그십으로 불린다. 경쟁 모델로는 캐논 EOS 40D, 소니 A700, 올림푸스 E-3 등이 있다.
1230만화소, 825g, 3.0인치 LCD액정, 고정LCD, ISO 감도 6400, 센서크기 1:1.5, CCD방식-CMOS, 셔터스피드 1/8000초, 초점영역 51개, 연사 8.0매, CF방식 메모리

## D300s
니콘 D300S(Nikon D300S)는 2009년 8월 발매된 니콘의 아마추어급 디지털 SLR로, 니콘 D300의 후속 모델이다. 그 동안의 라인 형성은 새로운 풀프레임 플래그쉽이 출시되면 그에 해당하는 APS-C의 고급형 모델이 등장해왔다. D1이 나왔을 때는 D100이, D2가 나왔을 때는 D200가, D3가 나왔을 때는 D300가 나왔으며, D5가 나왔을 때도 D500가 나왔지만, D4가 나왔을 때, D400은 없었다. 덕분에 DX기종의 플래그쉽의 자리에 최장 기간인 약 7년간을 머물다가 D500이 2016년에 출시되면서 자리를 내주었다. D300s의 경쟁 모델로는 캐논에서 발매한 EOS 7D가 있다.
대부분의 사양은 기존 모델인 D300과 동일하며, 니콘 D300에 동영상 촬영기능이 추가되고, 기본연사력이 다소 증가되었다는 부분이 큰 차이점이다.

### D300s에서 향상된점
- 최고화질 1280 × 720픽셀, 24프레임의 Motion-JPEG 방식 동영상 촬영기능이 추가되었다.
- 기본연사력이 6FPS에서 7FPS로 증가되었다(세로그립 MB-D10 장착시 8FPS로 확장되는 것은 동일)
- 저장매체로 CF카드 외에 SD카드도 추가 지원하도록 메모리카드 슬롯이 변경되었다
- 셔터음을 줄여서 촬영하는 '정숙모드'가 추가되었다(하지만 효과는 적다.)

## 사진

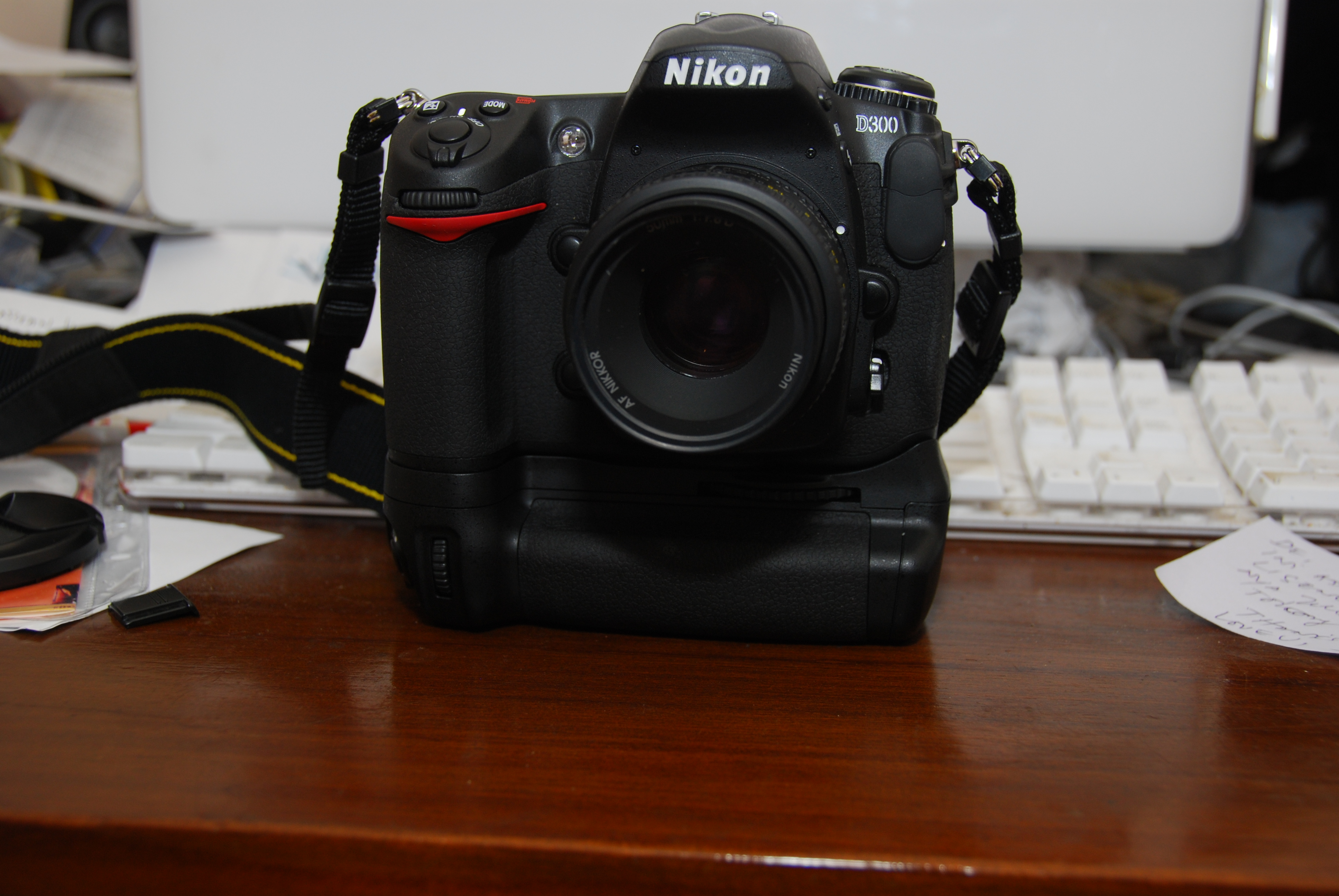
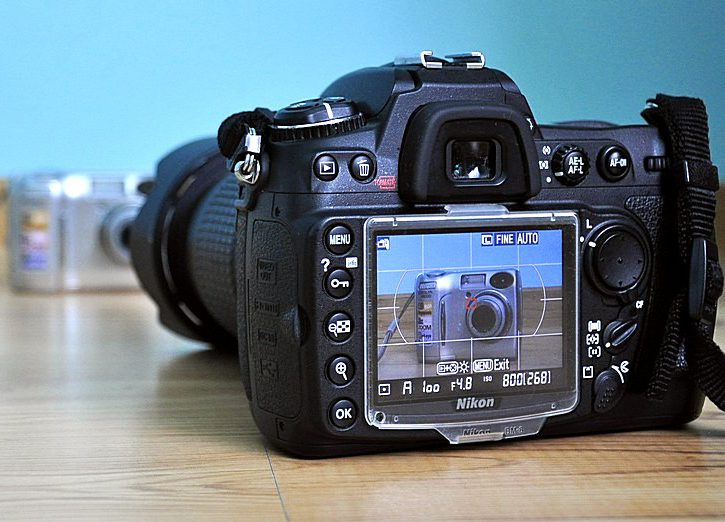
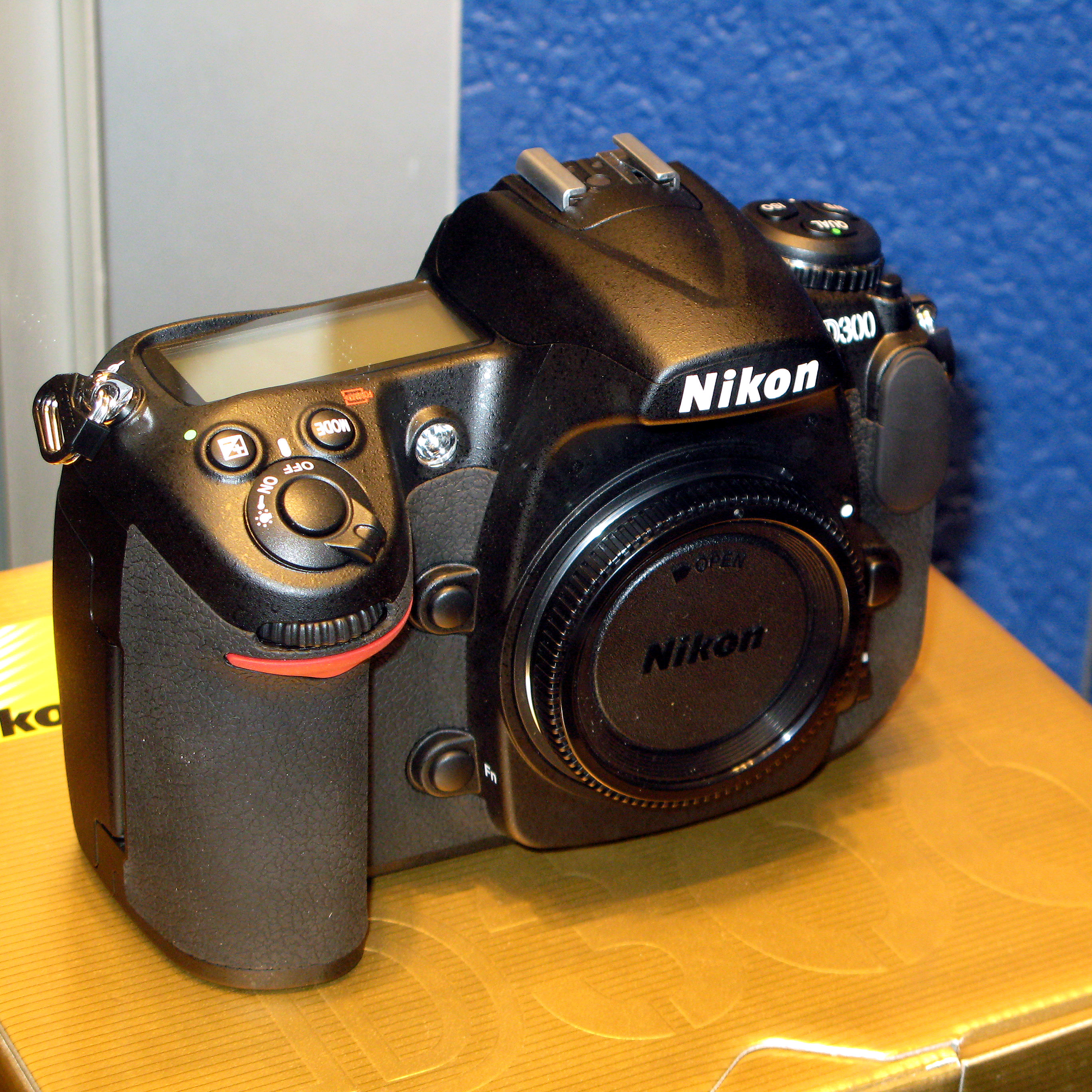
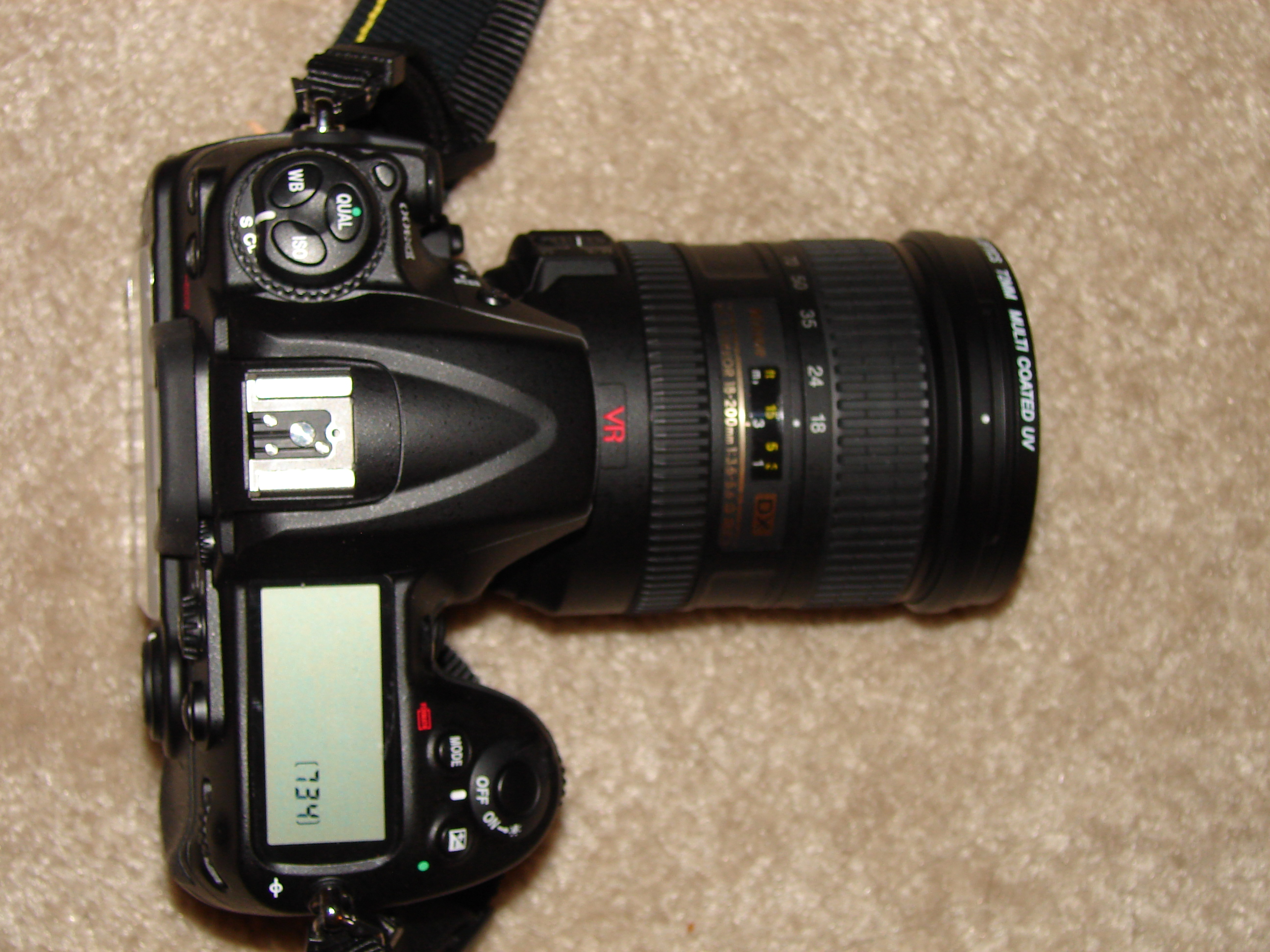
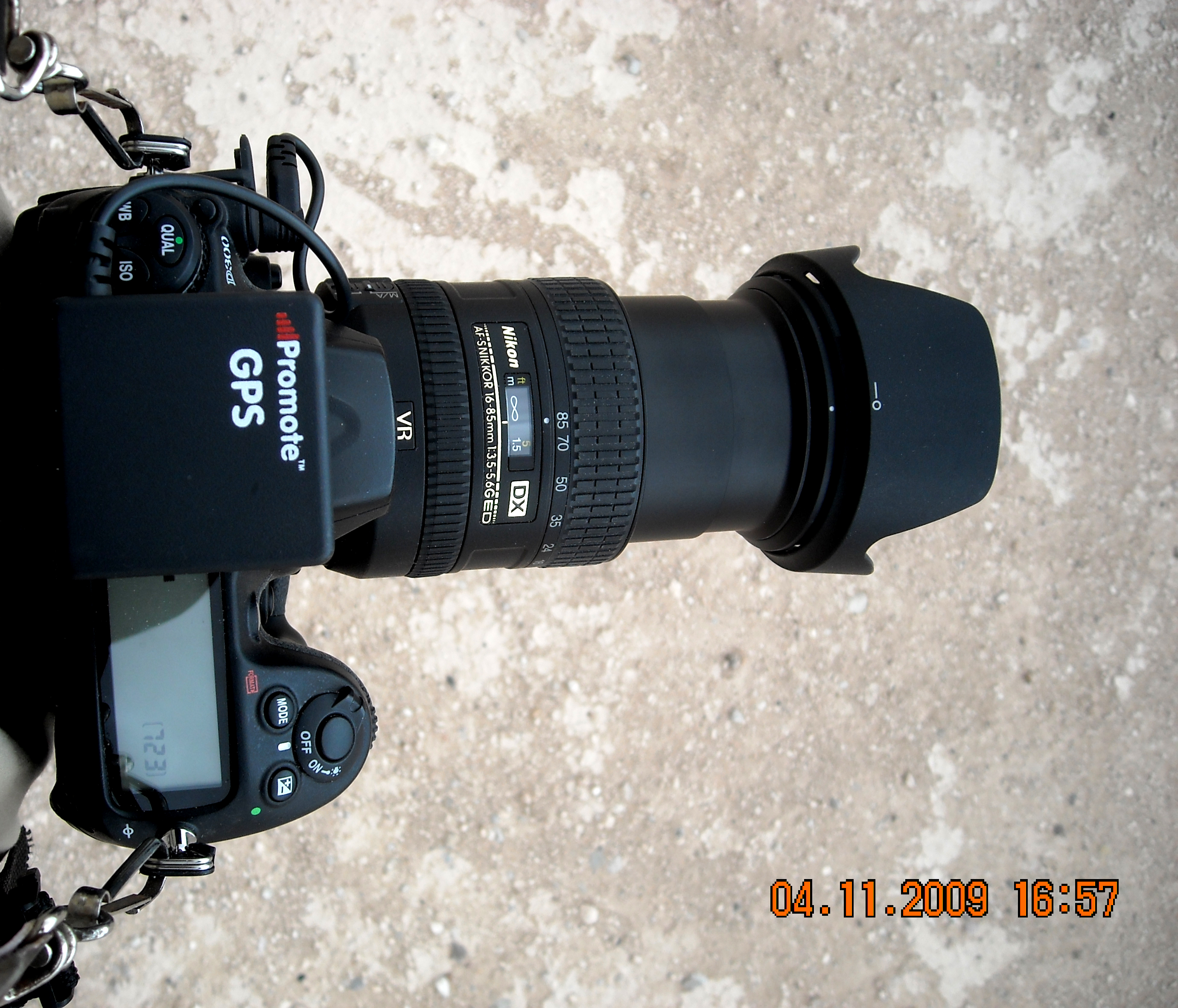